# Formigueret dorsitacat
El formigueret dorsitacat (Herpsilochmus dorsimaculatus) és una espècie d'ocell de la família dels tamnofílids (Thamnophilidae).

## Hàbitat i distribució
Habita la selva pluvial, a les terres baixes fins als 400 m, al sud-est de Colòmbia, sud de Veneçuela i nord-oest del Brasil.